# 데이비드 바딤
데이비드 바딤(David Vadim, 1972년 3월 28일 ~ )은 소련 출신의 미국 배우, 권투 선수이다.
소련에서 태어났다.

## 출연 작품

### 영화
- 비열한 거리 (1994) - 사샤 역
- 랜섬 (1996)
- 지.아이. 제인 (1997)
- 에어 포스 원 (1997)
- Looking for an Echo (2000)
- Brooklyn Babylon (2001)
- 엑시트 운즈 (2001) - 맷 몬티니 역
- Rockaway (2007)
- 퍼니셔 2 (2008)
- Little New York (2009)
- 홀리 롤러스 (2010, Holy Rollers)

### 텔레비전
- 로앤오더: 범죄 전담반 (2001-05)
- 레스큐 미 (2005)
- 원 라이프 투 리브 (2009)
- 얼리전스 (2015, Allegiance)